# Parlamento Rapa Nui

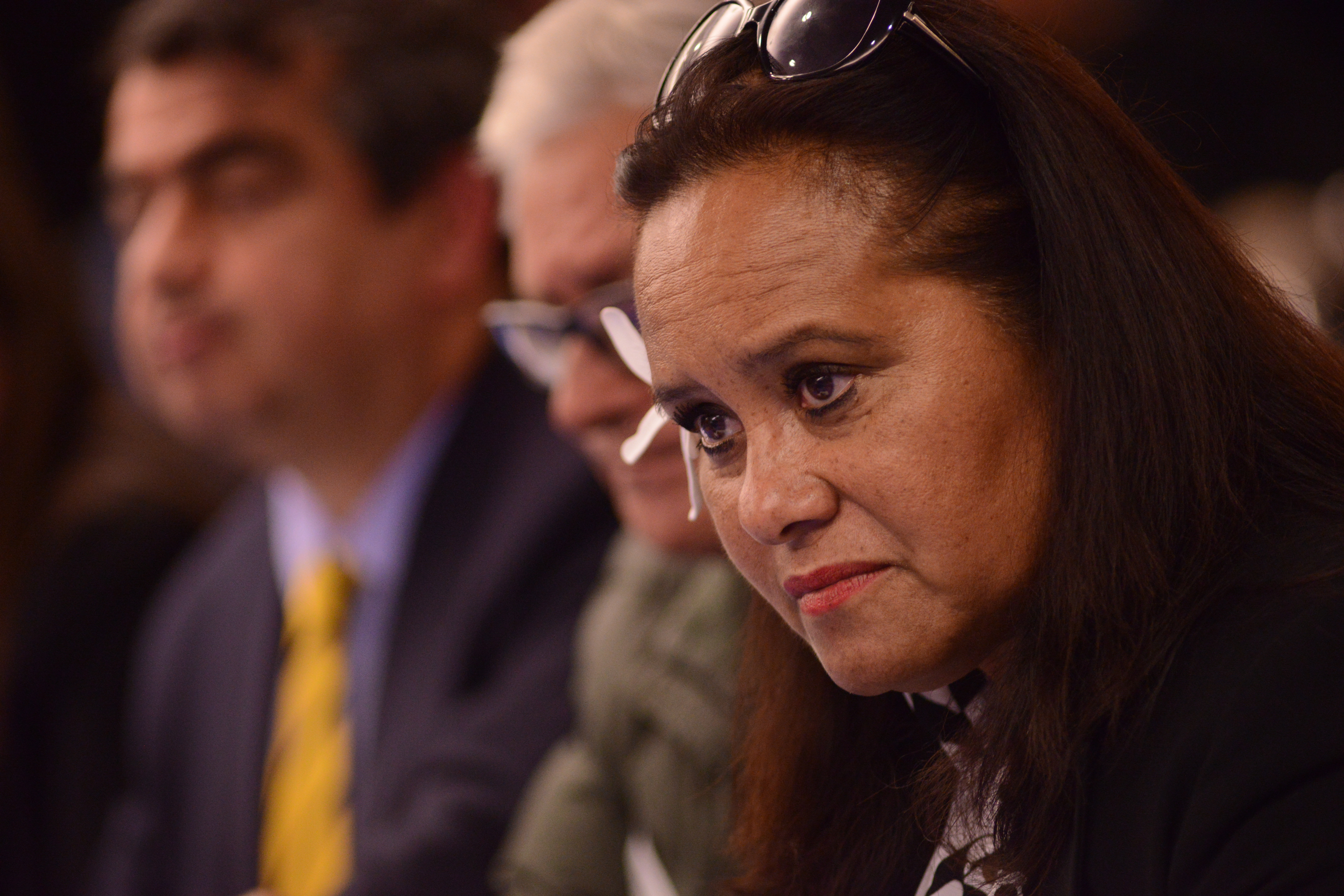
Erity Teave, vicepresidenta del Parlamento Rapa Nui, en el 161 Periodo de Sesiones de la CIDH, en marzo de 2017.

El Parlamento Rapa Nui es una organización política cultural creada el 13 de agosto de 2001 por habitantes originarios de Rapa Nui en Hanga Roa, principal localidad de la Isla de Pascua, Chile.
Entre los objetivos principales de esta organización, basados en el texto original del tratado de 1888, se encuentra la recuperación de sus tierras ancestrales, administradas actualmente por Corfo, Conaf y entidades privadas, así como la regulación de los inmigrantes en la isla.
Esta organización fue creada por once personas que dicen representar a las familias originarias del territorio. Algunos de los miembros activos del parlamento son Mario Tuki Hey y Erity Teave, entre otros, en tanto que hacia 2011 su presidente era Leviante Araki.
Pese a lo anterior, miembros del Consejo de Ancianos de Rapa Nui (la única institución reconocida por las autoridades estatales chilenas) han señalado no estar de acuerdo con ellos y que el autodenominado «Parlamento Rapa Nui» no es un organismo legítimo ni tampoco representa a la comunidad rapanui, argumentando falta de madurez por parte de aquellas personas.